# Læringscentrenes Forfatterpris
Læringscentrenes Forfatterpris er en dansk litteraturpris, der før 2015 hed Kommunernes Skolebiblioteksforenings Forfatterpris. Samme år skiftede foreningen navn til Kommunernes Forening for Pædagogiske Læringscentre.

## Prisvindere
- 2021: Inge Duelund Nielsen og Gitte Gade: Claras bog[1]
- 2020: Jesper Wung-Sung: Guldfisken Glimmer[2]
- 2019: Marianne Iben Hansen: Lille Frøken Pingelpot[3]
- 2018: Anne Sofie Hammer: Vi ses, Pellerøv[4]
- 2017: Tina Sakura Bestle og Anna Jacobina Jacobsen: Hund
- 2016: Jan Kjær: Nomerne (bogserie)
- 2015: Manu Sareen: Iqbal Farooq (bogserie) og Mohammed (bogserie)